# 加尔默罗会修院 (胡志明市)
西贡加尔默罗会修院（Đan viện Cát Minh Sài Gòn）是一个加尔默罗会修院，位于越南胡志明市第一郡。这也是在远东建立的第一座加尔默罗会修院。 

## 历史
1844年，天主教西交趾支那教区（西贡）首任主教多米尼克·勒费弗尔（Dominique Lefèbvre，1810-1865）被囚禁在顺化时，梦见圣女德肋撒向他显现。1849年, 勒费弗尔主教从监狱被释放后，写信给他的表妹斐洛美納修女（Philomène），表达了他希望在西贡建立加尔默罗会的愿望。当这封信到达利雪（Lisieux）时，修院里的每个人都喜出望外，回信给勒费弗尔主教表示同意，但有必要等待迫害天主教徒在安南平息。
1861年，来自法国利雪（Lisieux）修院的斐洛美納等四位修女，自愿参加远东的传教之旅。那年10月9日，他们到达了安南（现在的越南）。
修女们到达西贡几天后，被勒费弗尔主教带去参观准备建造加尔默罗会修院的土地，就位于西贡圣若瑟大修院和西贡圣保禄修院的对面。1862年，有五名当地修女进入修院。但是，修院的教堂是用木头建造的，因此在暴风雨中倒塌了。斐洛美納修女求助于法国的加尔默罗会，要求筹集资金建造一座新修院。法国政府来到现场进行审查，同意授予这块土地的全部所有权，并支持部分费用。1867年10月8日，第二任主教 Jean Claude Miche（越南名Mich）隆重举行了奠基仪式。1876年12月9日，新修院举行了落成典礼。
西贡加尔默罗会修院具有法国修道院的建筑风格，一排排房屋面对着内部庭院，并设有一个封闭的内部花园，与外界隔离。修院内的小堂采用越南建筑元素，包括川门、弯曲的屋顶以及汉字。